# 馮柏源
馮柏源，香港導演，1978年加入無綫電視先後任職外景組錄音助理、實習錄音師及錄音室助理，期間對幕後製作產生興趣。
1980年加入麗的電視（亞洲電視前身）任職助理編導、製作統籌，1983年升任為編導至1984年離開亞洲電視到新加坡發展。
1986年返回香港重返無綫電視任職編導拍攝《義不容情》、《大時代》等劇，曾為電視電影 《傾情歲月》任執行監製至1995年離開無綫電視一度移居加拿大溫哥華。
1994-1995年、2008年曾在香港演藝學院授課於導演系。
2004年後其工作重心轉移到中國內地。

## 電視劇 (麗的電視/亞洲電視)
- 1980年《大地恩情》
- 1980年《四口之家》
- 1980年《太極張三豐》
- 1981年《少年黃飛鴻》
- 1981年《武俠帝女花》
- 1982年《陳真》
- 1982年《禿鷹》
- 1982年《凹凸神探》
- 1982年《家春秋》
- 1982年《雄霸天下》
- 1982年《家姐、細佬、飛髮舖》
- 1983年《鹹魚豆腐白菜仔》
- 1983年《再向虎山行》
- 1983年《福星闖天下》
- 1983年《鐵膽英雄》
- 1983年《少女慈禧》
- 1984年《琴劍恩仇》
- 1984年《蝴蝶血》

## 電視劇 (無綫電視)
- 1986年《倚天屠龍記》
- 1987年《大運河》
- 1989年《義不容情》
- 1990年《燃燒歲月》
- 1990年《自梳女》
- 1991年《藍色風暴》
- 1992年《沖天小子》
- 1992年《大時代》
- 1993年《金蛇郎君》
- 1994年《婚姻物語》
- 1994年《千歲情人》
- 1995年《傾情歲月》(電視電影)

## 電視劇 (其他)
- 1996年《紐約風暴》
- 1998年《帝皇之旅》
- 2002年《書劍恩仇錄》
- 2004年《天下無雙》
- 2004年《仙劍奇俠傳》
- 2006年《別愛我》
- 2007年《少年楊家將》
- 2011年《劍俠情緣之藏劍山莊》
- 2014年《踏破硝煙》
- 2015年《煮婦神探》

## 電影
- 1993年《武狀元鐵橋三》

## 外部連結
- 馮柏源的導演作品 （页面存档备份，存于）